# Robert Perišić
Robert Perišić (Split, 1969.), hrvatski pisac.

## Životopis
Diplomirao je hrvatski jezik i književnost na Filozofskom fakultetu u Zagrebu. Kao samostalni autor surađuje s brojnim medijima pišući književnu kritiku, eseje i komentare. Knjige su mu prevođene u brojnim europskim državama i SAD-u.

## Djela
- Dvorac Amerika (1995., zbirka pjesama)

- Možeš pljunuti onoga tko bude pitao za nas (1999., zbirka kratkih priča)
- Užas i veliki troškovi (2002., zbirka kratkih priča)
- Naš čovjek na terenu (2007., roman)
- Uvod u smiješni ples (2011., autobiografske proze )
- Jednom kasnije (2012., zbirka pjesama)
- Kultura u predgrađu (drama; premijera: Gavella, Zagreb, 2000.)
- 100 minuta Slave (2004., scenarij za igrani film po motivima iz biografije Slave Raškaj)

## Nagrade
- Nagrada Jutarnjeg lista  Arhivirana inačica izvorne stranice od 2. prosinca 2013. (Wayback Machine) za najbolju proznu knjigu u 2007. godini (za “Naš čovjek na terenu”)

- Literaturpreis der Steiermärkischen Sparkasse  Arhivirana inačica izvorne stranice od 2. prosinca 2013. (Wayback Machine), Graz 2011. (za “Unser Mann vor Ort” – “Naš čovjek na terenu”)

## Ostalo
- "Suša" kao svećenik (2002.)
- "Tulum" kao grobar (2009.)
- "Mezanin" (2011.)